# Omnimover

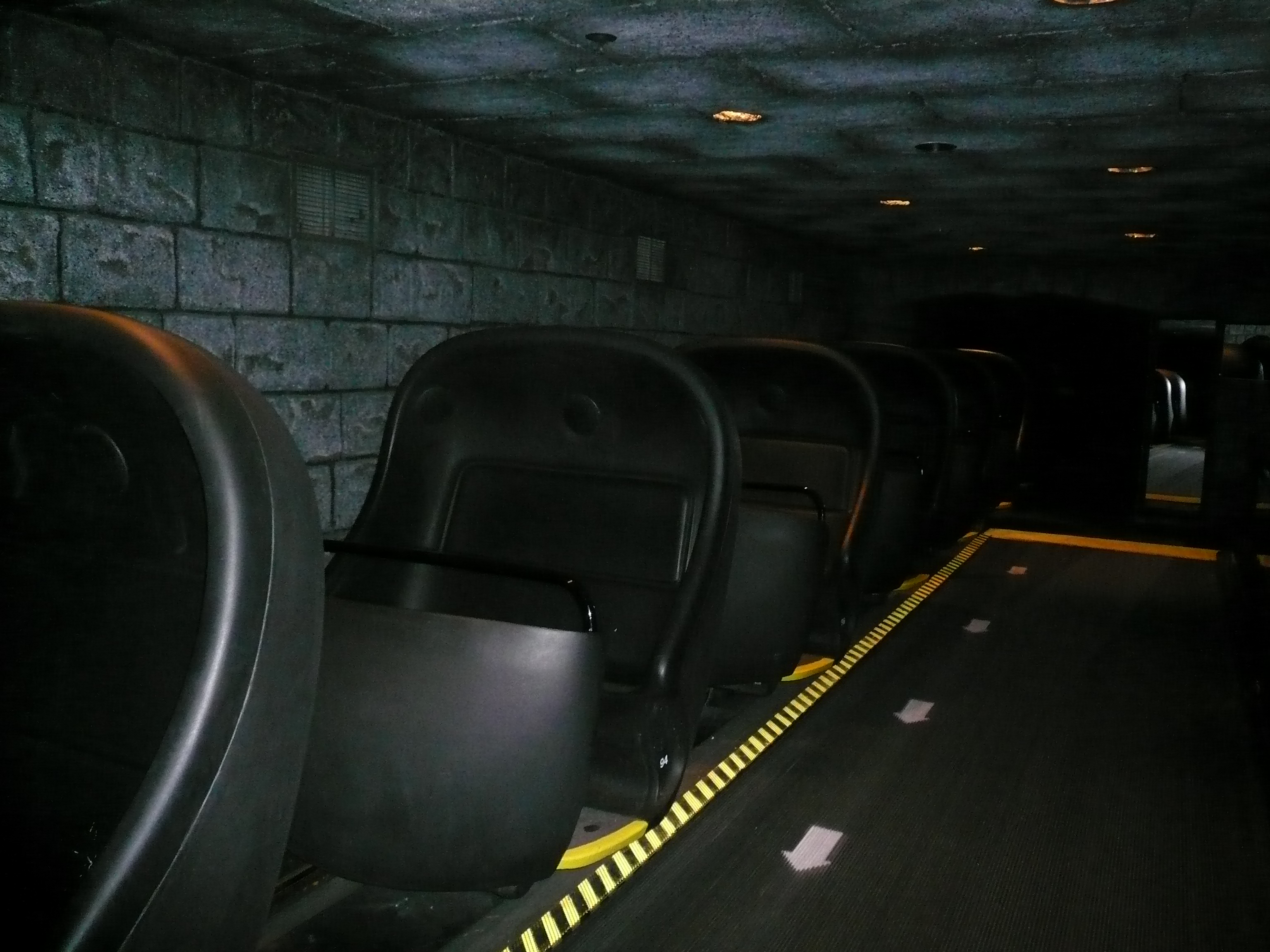
Omnimover à Disneyland en 2007

L'Omnimover est un système de transport utilisé dans certaines attractions de type parcours scéniques (ou dark ride en anglais) des parcs à thèmes de Disney qui s'est généralisé dans d'autres parcs d'attractions. Le terme a été inventé par l'Imagineer Bob Gurr à partir de OmniRange et PeopleMover.

## La technologie
Le système a été créé par Roger E. Broggie et Bert Brundage pour fournir un système de déplacement dans les attractions capable de donner aux passagers une expérience de type cinématographique et forcer le point de vue des visiteurs selon le désir des concepteurs de l'attraction.
Les attractions Omnimover possèdent de nombreux véhicules en perpétuel mouvement. Le système consiste en une chaîne de véhicules longeant un rail souvent caché sous le sol. Chaque véhicule est un fauteuil deux places en matériaux composites. Il peut tourner sur lui-même et donner aux visiteurs une vue centrée sur une scène en particulier sans avoir à tourner la tête. Un tapis roulant permet d'embarquer à bord à la "gare" ou de débarquer du véhicule.
L'une des particularités de ce système est sa faculté à tourner dans une orientation prédéterminée. Deux rails de contrôle longent les véhicules, l'un permet de donner les informations pour la rotation tandis que l'autre donne l'inclinaison. Le système permet aussi de disposer des éléments d'infrastructure de l'attraction tels que les éclairages derrière les véhicules sans que les passagers ne les voient trop.

## Une autre utilisation
Walt Disney a aussi imaginé ce système comme un vrai système de transport et non comme un remplacement des trains dans les attractions des parcs. Certains reconnaitront dans le concept, les véhicules de certains dessins animés futuristes dont les fameux Jetson d'Hanna-Barbera. Disney voulait résoudre les problèmes de société dont les encombrements perpétuels des autoroutes. Il avait conçu ce système pour les dessertes locales au niveau d'un quartier, comme le PeopleMover, le monorail étant prévu pour une échelle plus grande.

## Attractions utilisant le système
- Chez Disney :
  - Adventure Thru Inner Space à Disneyland, 1967 - 1985
  - Haunted Mansion / Phantom Manor dans les royaumes enchantés, depuis 1969
  - If You Had Wings au Magic Kingdom, 1972 - 1986
  - Spaceship Earth à Epcot, depuis 1982
  - World of Motion à Epcot, 1982 - 1996
  - Journey Into Imagination à Epcot, 1983 - 1998. La rénovation de 1998 a transformé l'attraction en un système omnimover.
  - Horizons à Epcot, 1983 - 1999
  - The Living Seas renommé The Seas with Nemo & Friends à Epcot, depuis 1986
  - Delta Dreamflight au Magic Kingdom, 1987 - 1996
  - Buzz Lightyear's Astro Blasters dans les royaumes enchantés, depuis 1998
  - Toy Story Midway Mania aux Disney's Hollywood Studios, à Disney California Adventure et à Tokyo DisneySea, depuis 2008
  - The Little Mermaid: Ariel's Undersea Adventure à Disney California Adventure et au Magic Kingdom, depuis 2011
  - Ant-Man and The Wasp: Nano Battle! (en) à Hong Kong Disneyland, depuis 2019

- Dans d'autres parcs :
  - Hershey's Chocolate Tour dans les Hershey's Chocolate World (en), depuis 1973
  - Geister Rikscha à Phantasialand, depuis 1981
  - Castello dei Medici (Château hanté) à Europa-Park, depuis 1982
  - Phantom Fantasia (en) renommé Wicked Witches Haunt à Thorpe Park, 1983 - 2000
  - Carnaval Festival à Efteling, depuis 1984
  - La Valle dei Re renommé Ramses: Il Risveglio à Gardaland, depuis 1992
  - Ville d'Ys à Mirapolis, 1987 - 1991[N 1]
  - Inconnu au Parc océanique Cousteau, 1989 - 1992[N 2]
  - The Haunted House, changée en Duel: The Haunted House Strikes Back ! en 2003, puis en Curse at Alton Manor en 2023 à Alton Towers, depuis 1992.
  - The Spirit of London à Madame Tussauds London, depuis 1993
  - Madame Freudenreich Curiosités à Europa-Park, depuis 1994
  - Images Studio renommé Star du Futur ! au Futuroscope, 1995 - 2009
  - Dark Ride à Petrosains Discovery Centre (ms) aux Tours Petronas, depuis 1999
  - Abenteuer Atlantis (À la découverte d'Atlantis) à Europa-Park, depuis 2007
  - Reset à Mirabilandia, depuis 2008
  - Deep Sea Odyssey à Chimelong Ocean Kingdom, depuis 2014